# Finalmente libera
Finalmente libera è un film del 2022 diretto da Giuseppe Di Giorgio.

## Trama
Roberta è una ragazza di vent'anni schematica e stereotipata. A causa di un esame andato male all'università entra in una crisi esistenziale che la porterà a chiudersi in se stessa. Deciderà nel momento peggiore della sua vita di fare una vacanza al mare con la sua migliore amica Alyssa ed altri ragazzi dove riuscirà a ritrovare se stessa.

## Distribuzione
Il film è stato distribuito nelle sale cinematografiche italiane dal 15 giugno 2022.